# Rhein-Neckar-Stadion
Das Rhein-Neckar-Stadion ist ein Fußballstadion in Mannheim.
Das Stadion ist die Spielstätte des Oberligisten VfR Mannheim. Es liegt an der Theodor-Heuss-Anlage im Stadtteil Oststadt direkt neben dem Carl-Benz-Stadion, der Spielstätte des SV Waldhof Mannheim. Das Rhein-Neckar-Stadion wurde am 9. Dezember 1971 eingeweiht, ist ein reines Fußballstadion und bietet 8000 Zuschauern Platz, davon 2000 Sitzplätze, von denen 1000 überdacht sind. Das Stadion verfügt über Flutlicht. Das heutige Rhein-Neckar-Stadion ist nicht zu verwechseln mit dem alten Stadion Mannheim, das 1963 in Rhein-Neckar-Stadion umbenannt wurde und das bis Anfang der 1990er Jahre am Ort des heutigen Carl-Benz-Stadions stand.